# Bollpelargon
Bollpelargonen (Pelargonium capitatum) är en art i familjen näveväxter som förekommer naturligt i Sydafrika. Arten introducerades till Holland 1690 och är därmed en av de första pelargonerna som kom till Europa. Den odlas ibland som krukväxt i Sverige.
Bollpelargon är en utbredd halvbuske som blir förvedad vid basen. Den kan bli ca 1 m hög. Bladen är rosdoftande, tätt håriga och har något krusiga, treflikiga blad. Bladen blir 2-8 cm breda med ett ca 4 cm långt bladskaft. Stiplerna är hjärtlika. Blommorna sitter 10-20 tillsammans i en tät , huvudlik flock på en ca 10 cm lång stjälk. Själva blommorna på korta skaft och blir upp till 1,5 cm breda med lilarosa kronblad med mörkare nerver. De två övre kronbladen är mörkare och mer markant markerade.
Bollpelargonen kan förväxlas med vinbladspelargon (P. vitifolium), men den senare är en större, upprättväxande och strävbladig. Bladen doftar citronaktigt och beskrivs ibland som obehaglig.
De flesta plantor i odling under detta namn är egentligen en hybrid med bollpelargon i gruppen doftpelargoner (P. (Doftpelargon-Gruppen) som heter 'Attar of Roses'. Den är mer upprättväxande med mer sträva blad och mörkare blommor. Sorten saknar vanligen pollen.

## Synonymer
Geranium capitatum L.